# 汽车交通和练习道路
汽车交通和练习道路（德語：Automobil-Verkehrs- und Übungsstraße）, 也被称作AVUS或阿武斯赛道，是一条位于德国柏林的公路。它于1921年开放，是欧洲最古老的快速公路。直到1998年，它还被用作赛车赛道。今天，AVUS构成了德国115号高速公路的北部。